# Persuasión publicitaria
La persuasión publicitaria incluye el conjunto de métodos y teorías de base psicológica, social o cognitiva, utilizados en la obtención de los objetivos publicitarios, en dos órdenes, los comunicativos y las conductas. La persuasión publicitaria puede utilizar argumentos racionales, enfoques emocionales o bien ser un híbrido de ambos. La estrategia persuasiva en publicidad consiste en la elección del eje motivacional que accionará la atención, percepción y conducta del consumidor, el eje ha sido llamado también beneficio básico, e insight, que luego deberá ser envuelto en un estilema publicitario, o fórmula expresiva. 
Un mensaje publicitario persuasivo delimita claramente el objeto anunciado y expone sus cualidades. Ese tipo de anuncio está construido con un máximo de verosimilitud y realismo, que permiten dotar el mensaje de autoridad. Esto hace que el objeto del anuncio se plantee como el referente principal. 

## Características
La publicidad persuasiva suele servirse de una puesta en escena de espacios concretos, identificables y realistas. 
Del mismo modo, el tiempo en este tipo de mensaje suele ser largo y permitir un desarrollo lógico, dando lugar a diversos tipos de argumentación.
El peso en el mensaje persuasivo está en el lenguaje verbal y no tanto en las imágenes.
Prevalece el uso de la metonimia sobre la metáfora.